# Liga Mexicana del Pacífico 2013-14
La Temporada 2013-14 de la Liga Mexicana del Pacífico fue la 56.ª edición, llevó el nombre Banorte y comenzó el día 11 de octubre de 2013. Esta edición fue la última en la que participó el equipo de Algodoneros de Guasave.
La temporada comenzó el día 11 de octubre de 2013 con la visita de los Águilas de Mexicali a los Yaquis de Ciudad Obregón. El resto de los juegos inaugurales se celebraron el 12 de octubre de la siguiente manera: Hermosillo en Navojoa, Guasave en Los Mochis y Mazatlán en Culiacán.
La primera mitad terminó el 21 de noviembre, la segunda mitad terminó el 30 de diciembre de 2013. 
Los Naranjeros de Hermosillo se coronaron campeones al superar 4-3 a los Mayos de Navojoa en la serie por el título.

## Sistema de competencia

### Temporada regular
La temporada regular consta de dos mitades lo cual abarca un total de 68 juegos a disputarse para cada uno de los ocho clubes que conforman a la Liga Mexicana del Pacífico. La primera mitad está integrada de 35 juegos para cada club y la segunda de 33 juegos para cada club. Al término de cada mitad, se asigna un puntaje que va de 3 a 8 puntos en forma ascendente, según la clasificación (standing) general de cada club. A continuación se muestra la distribución de dicho puntaje:
- Primera posición: 8 puntos
- Segunda: 7 puntos
- Tercera: 6 puntos
- Cuarta: 5 puntos
- Quinta: 4,5 puntos
- Sexta: 4 puntos
- Séptima: 3,5 puntos
- Octava: 3 puntos

### Postemporada
Tras el término de la segunda vuelta, los seis equipos con mayor puntaje sobre la base de las dos mitades de la temporada regular pasan a la etapa denominada postemporada (play-offs). En esta etapa, los equipos se enfrentan entre sí en una serie de siete juegos donde deben ganar cuatro para avanzar a las semifinales. Es importante señalar que los tres equipos que obtuvieron mayor puntaje en la temporada regular empiezan la serie con dos juegos en su estadio (esta etapa de juego es conocida como «repesca»), para continuar con tres partidos en el estadio contrario y finalmente concretar la serie de nuevo en su estadio. Estos últimos dos juegos no son necesarios si alguno de los equipos obtiene una ventaja clara en la serie sobre su rival.

### Semifinales
Para la etapa de semifinales, pasan los tres equipos con mejor posición en el standing de juegos ganados y perdidos más uno adicional que es denominado «mejor perdedor», el cual resulta de poseer la mayor cantidad de juegos ganados en la repesca, principalmente. De esta manera, el mejor perdedor se enfrenta como visitante al equipo mejor situado del standing en una serie, mientras que el segundo y el tercero hacen lo mismo a su vez. En el caso del mejor perdedor, no puede enfrentarse al equipo con el que disputó la primera fase de play-offs.

### Final
Se da entre los equipos que ganaron en la etapa de semifinales.

## Equipos participantes
| Liga Mexicana del Pacífico 2013-14 |           |                          |                           |                          |           |
| Equipo                             | Fundación | Mánager                  | Ciudad                    | Estadio                  | Capacidad |
| Águilas de Mexicali                | 1948      | Juan Gabriel Castro      | Mexicali, Baja California | Casas GEO                | 17,000    |
| Algodoneros de Guasave             | 1970      | Juan Navarrete           | Guasave, Sinaloa          | Francisco Carranza Limón | 8,000     |
| Cañeros de Los Mochis              | 1947      | Juan Francisco Rodríguez | Los Mochis, Sinaloa       | Emilio Ibarra Almada     | 11,000    |
| Mayos de Navojoa                   | 1950      | Lorenzo Bundy            | Navojoa, Sonora           | Manuel Ciclón Echeverría | 12,500    |
| Naranjeros de Hermosillo           | 1944      | Matías Carrillo          | Hermosillo, Sonora        | Sonora                   | 16,000    |
| Tomateros de Culiacán              | 1965      | Lino Rivera              | Culiacán, Sinaloa         | General Ángel Flores     | 16,000    |
| Venados de Mazatlán                | 1945      | Enrique Reyes            | Mazatlán, Sinaloa         | Teodoro Mariscal         | 12,000    |
| Yaquis de Ciudad Obregón           | 1947      | Eddie Díaz               | Ciudad Obregón, Sonora    | Tomás Oroz Gaytán        | 13,000    |

## Standings

### Primera vuelta
| Equipos                  | JJ | JG | JP | JE | JV   | PCT  | PTS |
| ------------------------ | -- | -- | -- | -- | ---- | ---- | --- |
| Naranjeros de Hermosillo | 34 | 22 | 12 | -  | -    | .647 | 8   |
| Águilas de Mexicali      | 35 | 19 | 16 | -  | 3.5  | .543 | 7   |
| Tomateros de Culiacán    | 34 | 18 | 16 | -  | 4.0  | .529 | 6   |
| Mayos de Navojoa         | 34 | 17 | 17 | -  | 5.0  | .500 | 5   |
| Cañeros de Los Mochis    | 35 | 17 | 17 | 1  | 5.0  | .500 | 4.5 |
| Algodoneros de Guasave   | 35 | 17 | 18 | -  | 5.5  | .486 | 4   |
| Venados de Mazatlán      | 34 | 15 | 18 | 1  | 6.5  | .455 | 3.5 |
| Yaquis de Ciudad Obregón | 35 | 12 | 23 | -  | 10.5 | .343 | 3   |

- Actualizado el 22 de noviembre de 2013.

### Segunda vuelta
| Equipos                  | JJ | JG | JP | JE | JV  | PCT  | PTS |
| ------------------------ | -- | -- | -- | -- | --- | ---- | --- |
| Naranjeros de Hermosillo | 33 | 20 | 13 | -  | -   | .606 | 8   |
| Mayos de Navojoa         | 33 | 19 | 14 | -  | 1.0 | .576 | 7   |
| Cañeros de Los Mochis    | 33 | 19 | 14 | -  | 1.0 | .576 | 6   |
| Águilas de Mexicali      | 33 | 19 | 14 | -  | 1.0 | .576 | 5   |
| Tomateros de Culiacán    | 33 | 16 | 17 | -  | 4.0 | .485 | 4.5 |
| Yaquis de Ciudad Obregón | 33 | 15 | 18 | -  | 5.0 | .455 | 4   |
| Algodoneros de Guasave   | 33 | 13 | 20 | -  | 7.0 | .394 | 3.5 |
| Venados de Mazatlán      | 33 | 11 | 22 | -  | 9.0 | .333 | 3   |

- Actualizado el 31 de diciembre de 2013.

### Standings General
| Equipos                  | JJ | JG | JP | JE | JV   | PCT  | PTS  |
| ------------------------ | -- | -- | -- | -- | ---- | ---- | ---- |
| Naranjeros de Hermosillo | 67 | 42 | 25 | -  | -    | .627 | 16   |
| Águilas de Mexicali      | 68 | 38 | 30 | -  | 4.0  | .559 | 12   |
| Mayos de Navojoa         | 67 | 36 | 31 | -  | 6.0  | .537 | 12   |
| Cañeros de Los Mochis    | 68 | 36 | 31 | 1  | 6.0  | .537 | 10.5 |
| Tomateros de Culiacán    | 67 | 34 | 33 | -  | 8.0  | .507 | 10.5 |
| Algodoneros de Guasave   | 68 | 30 | 38 | -  | 12.0 | .441 | 7.5  |
| Yaquis de Ciudad Obregón | 68 | 27 | 41 | -  | 15.0 | .397 | 7    |
| Venados de Mazatlán      | 67 | 26 | 40 | 1  | 16.0 | .394 | 6.5  |

| Avanza a los playoffs |

Nota 1: En empate entre Mexicali y Navojoa se definió por el criterio de mejor porcentaje de ganados y perdidos.
Nota 2: En empate entre Mochis y Culiacán se definió por el criterio de mejor porcentaje de ganados y perdidos.

## Playoffs
|  | Primer Play Off | Primer Play Off | Primer Play Off |            |         | Semifinales | Semifinales | Semifinales |  |         | Final   | Final | Final |  |
|  |                 |                 |                 |            |         |             |             |             |  |         |         |       |       |  |
|  |                 |                 |                 |            |         |             |             |             |  |         |         |       |       |  |
|  | Culiacán        | Culiacán        | 0               |            |         |             |             |             |  |         |         |       |       |  |
|  | Culiacán        | Culiacán        | 0               |            |         |             |             |             |  |         |         |       |       |  |
|  | Mexicali        | Mexicali        | 4               |            |         |             |             |             |  |         |         |       |       |  |
|  | Mexicali        | Mexicali        | 4               |            | Navojoa | Navojoa     | 4           |             |  |         |         |       |       |  |
|  |                 |                 |                 |            | Navojoa | Navojoa     | 4           |             |  |         |         |       |       |  |
|  |                 |                 | Mexicali        | Mexicali   | 1       |             |             |             |  |         |         |       |       |  |
|  | Los Mochis      | Los Mochis      | Mexicali        | Mexicali   | 1       | 2           |             |             |  |         |         |       |       |  |
|  | Los Mochis      | Los Mochis      |                 |            |         |             |             |             |  |         |         |       |       |  |
|  | Navojoa         | Navojoa         | 4               |            |         |             |             |             |  |         |         |       |       |  |
|  | Navojoa         | Navojoa         | 4               |            |         |             |             |             |  | Navojoa | Navojoa | 3     |       |  |
|  |                 |                 |                 |            |         |             |             |             |  | Navojoa | Navojoa | 3     |       |  |
|  |                 |                 | Hermosillo      | Hermosillo | 4       |             |             |             |  |         |         |       |       |  |
|  |                 |                 | Hermosillo      | Hermosillo | 4       |             |             |             |  |         |         |       |       |  |
|  |                 |                 |                 |            |         |             |             |             |  |         |         |       |       |  |
|  |                 |                 |                 |            |         |             |             |             |  |         |         |       |       |  |
|  |                 | Los Mochis      | Los Mochis      | 3          |         |             |             |             |  |         |         |       |       |  |
|  |                 |                 |                 | 3          |         |             |             |             |  |         |         |       |       |  |
|  |                 |                 | Hermosillo      | Hermosillo | 4       |             |             |             |  |         |         |       |       |  |
|  | Guasave         | Guasave         | Hermosillo      | Hermosillo | 4       | 2           |             |             |  |         |         |       |       |  |
|  | Guasave         | Guasave         |                 |            |         |             |             |             |  |         |         |       |       |  |
|  | Hermosillo      | Hermosillo      | 4               |            |         |             |             |             |  |         |         |       |       |  |
|  | Hermosillo      | Hermosillo      | 4               |            |         |             |             |             |  |         |         |       |       |  |
|  |                 |                 |                 |            |         |             |             |             |  |         |         |       |       |  |

### Primer Play Off
| Equipos                  | JJ | JG | JP | JE | JV  | PCT   |
| ------------------------ | -- | -- | -- | -- | --- | ----- |
| Águilas de Mexicali      | 4  | 4  | 0  | -  | -   | 1.000 |
| Naranjeros de Hermosillo | 6  | 4  | 2  | -  | -   | .666  |
| Mayos de Navojoa         | 6  | 4  | 2  | -  | -   | .666  |
| Cañeros de Los Mochis    | 6  | 2  | 4  | -  | 2.0 | .333  |
| Algodoneros de Guasave   | 6  | 2  | 4  | -  | 2.0 | .333  |
| Tomateros de Culiacán    | 4  | 0  | 4  | -  | 4.0 | .000  |

| Avanza a semifinales |

| Avanza como comodín |

### Semifinales
| Equipos                  | JJ | JG | JP | JE | JV  | PCT  |
| ------------------------ | -- | -- | -- | -- | --- | ---- |
| Naranjeros de Hermosillo | 7  | 4  | 3  | -  | -   | .571 |
| Mayos de Navojoa         | 5  | 4  | 1  | -  | -   | .800 |
| Cañeros de Los Mochis    | 7  | 3  | 4  | -  | 1.0 | .429 |
| Águilas de Mexicali      | 5  | 1  | 4  | -  | 2.0 | .200 |

| Avanza a la Final |

### Final
| Equipos                  | JJ | JG | JP | JE | JV  | PCT  |
| ------------------------ | -- | -- | -- | -- | --- | ---- |
| Naranjeros de Hermosillo | 7  | 4  | 3  | -  | -   | .571 |
| Mayos de Navojoa         | 7  | 3  | 4  | -  | 3.0 | .429 |

| Campeón |

## Cuadro de Honor
| Equipos                  | Posición   |
| ------------------------ | ---------- |
| Naranjeros de Hermosillo | Campeón    |
| Mayos de Navojoa         | Subcampeón |
| Cañeros de Los Mochis    | 3° Lugar   |
| Águilas de Mexicali      | 4° Lugar   |
| Algodoneros de Guasave   | 5° Lugar   |
| Tomateros de Culiacán    | 6° Lugar   |
| Yaquis de Ciudad Obregón | 7° Lugar   |
| Venados de Mazatlán      | 8° Lugar   |

## Líderes
A continuación se muestran los lideratos tanto individuales como colectivos de los diferentes departamentos de bateo y de pitcheo.

### Bateo
| Categoría               | Individual            | Marca | Colectivo                | Marca |
| ----------------------- | --------------------- | ----- | ------------------------ | ----- |
| Porcentaje              | Jerry Owens (HMO)     | .361  | Cañeros de Los Mochis    | .264  |
| Carreras Producidas     | Jake Fox (MOC)        | 49    | Cañeros de Los Mochis    | 306   |
| Home Runs               | Brian Burgamy (MOC)   | 15    | Cañeros de Los Mochis    | 67    |
| Carreras Anotadas       | Brian Burgamy (MOC)   | 50    | Cañeros de Los Mochis    | 325   |
| Hits                    | Jerry Owens (HMO)     | 90    | Naranjeros de Hermosillo | 589   |
| Dobles                  | Oswaldo Morejón (MZT) | 16    | Águilas de Mexicali      | 113   |
| Triples                 | Henry Mateo (MZT)     | 6     | Venados de Mazatlán      | 13    |
| Bases Robadas           | Dan Robertson (OBR)   | 20    | Yaquis de Ciudad Obregón | 49    |
| Slugging                | Brian Burgamy (MOC)   | .541  | Cañeros de Los Mochis    | .406  |
| Porcentaje de Embasarse | Brian Burgamy (MOC)   | .419  | Cañeros de Los Mochis    | .348  |

### Pitcheo
| Categoría             | Individual                                                | Marca | Colectivo                                    | Marca |
| --------------------- | --------------------------------------------------------- | ----- | -------------------------------------------- | ----- |
| Efectividad           | Amauri Sanit (CUL)                                        | 2.13  | Mayos de Navojoa                             | 3.08  |
| Juegos Ganados        | Héctor Velázquez (NAV)                                    | 8     | Naranjeros de Hermosillo                     | 42    |
| Porcentaje de Ganados | Amauri Sanit (CUL)                                        | 1.000 | Naranjeros de Hermosillo                     | .617  |
| Ponches               | Marco Tovar (GVE)                                         | 67    | Águilas de Mexicali                          | 498   |
| Juegos Salvados       | Jason Urquidez (HMO)                                      | 22    | Naranjeros de Hermosillo                     | 23    |
| Juegos Lanzados       | Mario Mendoza (OBR) Ángel Ramírez (OBR) Edwin Salas (MOC) | 40    |                                              |       |
| Innings Lanzados      | Rolando Valdez (OBR)                                      | 78.0  | Águilas de Mexicali                          | 615.2 |
| Juegos Completos      | Andrés Iván Meza Walter Silva Marco Tovar                 | 1     | Tomateros de Culiacán Algodoneros de Guasave | 2     |
| Blanqueadas           | Marco Tovar (GVE)                                         | 1     | Venados de Mazatlán                          | 7     |

## Designaciones
| Designación                           | Trofeo             | Ganador                | Equipo                   |
| ------------------------------------- | ------------------ | ---------------------- | ------------------------ |
| Jugador Más Valioso                   | Héctor Espino      | Brian Burgamy          | Cañeros de Los Mochis    |
| Pitcher del Año                       | Vicente Romo       | Héctor Velázquez       | Mayos de Navojoa         |
| Novato del año                        | Baldomero Almada   | Xorge Carrillo         | Águilas de Mexicali      |
| Mánager del Año                       | Benjamín Reyes     | Lorenzo Bundy          | Mayos de Navojoa         |
| Mánager Campeón                       | Francisco Estrada  | Matías Carrillo        | Naranjeros de Hermosillo |
| Jugador más Valioso de la Serie Final |                    | Barry Enright          | Naranjeros de Hermosillo |
| Campeón de Bateo                      | Matías Carrillo    | Jerry Owens            | Naranjeros de Hermosillo |
| Campeón de Pitcheo                    |                    | Amaury Sanit           | Tomateros de Culiacán    |
| Campeón de Cuadrangulares             | Ronnie Camacho     | Brian Burgamy          | Cañeros de Los Mochis    |
| Ejecutivo del año                     | Horacio López Díaz | Enrique Mazón Rubio    | Naranjeros de Hermosillo |
| Gerente del año                       | Abundio Vargas     | Juan Aguirre Contreras | Naranjeros de Hermosillo |

## Guantes de Oro
A continuación se muestran a los ganadores de los Guantes de Oro de la temporada.
| Posición | Jugador                              | Equipo                                                          |
| 1B       | Jake Fox                             | Cañeros de Los Mochis                                           |
| 2B       | Oswaldo Morejón                      | Venados de Mazatlán                                             |
| 3B       | Yunesky Sánchez                      | Naranjeros de Hermosillo                                        |
| SS       | Jesús López                          | Algodoneros de Guasave                                          |
| OF       | Eduardo Arredondo                    | Algodoneros de Guasave                                          |
| OF       | Dan Robertson                        | Yaquis de Ciudad Obregón                                        |
| OF       | José Juan Aguilar                    | Naranjeros de Hermosillo                                        |
| C        | Gabriel Gutiérrez                    | Algodoneros de Guasave                                          |
| P        | Terry Doyle Amauri Sanit Tomás Solís | Águilas de Mexicali Tomateros de Culiacán Cañeros de Los Mochis |